# Luciogobius platycephalus
Luciogobius platycephalus är en fiskart som beskrevs av Shiogaki och Dotsu, 1976. Luciogobius platycephalus ingår i släktet Luciogobius och familjen smörbultsfiskar. Inga underarter finns listade i Catalogue of Life.